# Tordaszentlászló község
Tordaszentlászló község (románul: Comuna Săvădisla) község Kolozs megyében, Romániában. Központja Tordaszentlászló, beosztott falvai Hasadát, Isztolna, Járarákos, Kisfenes, Magyarfenes, Magyarléta, Oláhléta. 2016 óta Kolozsvár metropolisztérség része.

## Fekvése
A Gyalui-havasok és Öreghavas lábánál helyezkedik el, Kolozsvártól 20 kilométerre. A DJ 107M megyei úton közelíthető meg.

## Népessége
1850-től a népesség alábbiak szerint alakult:
| Lakosok száma | 4204 | 4878 | 6230 | 6584 | 6445 | 6412 | 6221 | 4497 | 4392 | 4196 |
|               | 1850 | 1880 | 1900 | 1930 | 1941 | 1956 | 1992 | 2002 | 2011 | 2021 |

A 2011-es népszámlálás adatai alapján a község népessége 4392 fő volt, ebből magyar anyanyelvű 2264, román 1975, cigány 60, egyéb 2, nem nyilatkozott 91 fő. Vallási hovatartozás szempontjából a lakosság 45,33%-a református, 41,69%-a ortodox, 3,94%-a római katolikus, 2,35%-a pünkösdista, 1,41%-a görög rítusú római katolikus és 1,14%-a Jehova tanúja.

## Nevezetességei
A község területéről az alábbi épületek szerepelnek a romániai műemlékek jegyzékében:
- az isztolnai fatemplom (CJ-II-m-B-07767)
- a kisfenesi Szent Mihály és Gábriel arkangyalok fatemplom (CJ-II-a-A-07614)
- Léta vára (CJ-I-m-A-07090.01)
- a magyarfenesi római katolikus templom (CJ-II-m-B-07812)
- a tordaszentlászlói Jósika–Mikes–Széchenyi-kastély (CJ-II-m-B-07753)

## Híres emberek
- Magyarfenesen születtek Bazsó Zsigmond (1938–1997) író, újságíró, Asztalos Albert (1938) építészmérnök.
- Tordaszentlászlón születtek Györkös Ferenc (1878–1946) színműíró, Palocsay Zsigmond (1935–1994) költő, Köntös-Szabó Zoltán (1940) író.